# Scatol
Scatolul (denumit și 3-metilindol) este un compus organic heterociclic cu formula chimică C9H9N, fiind un derivat de indol. Se regăsește în natură în excrementele mamiferelor și păsărilor, fiind principalul compus care conferă mirosul acestora. Totuși, în concentrații mici prezintă un miros floral.
Numele său derivă din greacă, unde skato- înseamnă „fecale”. Scatolul a fost descoperit în anul 1877 de către medicul german Ludwig Brieger (1849–1919).

## Obținere
Scatolul este biosintetizat în organism plecând de la L-triptofan, la nivelul tractului digestiv al mamiferelor. Aminoacidul este convertit la acid indolilacetic (auxină), care suferă decarboxilare la metilindol (scatol):
Mai poate fi sintetizat prin sinteza Fischer a indolului.